# Шара-Азарга
Ша́ра-Азарга́ (бур. Шара-Жëлтый, Азарга-Жеребец) — улус в Закаменском районе Бурятии. Образует Шара-Азаргинское сельское поселение.

## География
Расположен при слиянии рек Большая и Малая Шара-Азарга в 3 км северо-восточнее впадения Большой Шара-Азарги в Джиду, в 35 км к северо-западу от районного центра, города Закаменска, на автодороге местного значения Дутулур — Санага — Далахай.

## Название
Название улуса в переводе с бурятского означает "жёлтый жеребец". По легенде, в этих местах волки убили любимого жеребца Чингис-хана, после чего великий полководец приказал называть эту землю Шара-Азарга. По другой, более правдоподобной версии, название происходит от сартульских родов «шара азарга» — «рыжий жеребец» и «зээрдэ азарга» — «соловый жеребец». По имени одного из этих родов возникло название рек и местности Шара Азарга.

## История
Улус Шара-Азарга берёт своё начало от Шара-Азаргинского казачьего караула, созданного здесь к середине XVIII века, для несения пограничной службы на российско-цинской границе.
Шара-Азаргинская школа одна из старейших в Закаменском районе - основана в 1905 году.

## Население
| 2002 | 2010 | 2012 | 2013 | 2014 | 2015 | 2016 |
| ---- | ---- | ---- | ---- | ---- | ---- | ---- |
| 614  | ↗628 | ↘582 | ↘567 | ↘560 | ↗576 | ↗588 |
| 2017 | 2018 | 2019 | 2020 | 2021 | 2023 | 2024 |
| ↘575 | ↗578 | ↗581 | ↘567 | ↘533 | ↘505 | ↘469 |

## Инфраструктрура
• сельская администрация
• общеобразовательная средняя школа
• детский сад
• дом культуры
• фельдшерский пункт
• почтовое отделение
дом культуры
• 3 магазина

## Экономика
Основное занятие сельчан — животноводство на личных подворьях и фермах.

## Известные люди
- С.О. Никифоров — доктор технических наук

## Достопримечательности
- Рядом с улусом находится священная гора Сабай хушуун.